# ذوالفقار
ذُوٱلْفَقَارِ نام شمشیر علی ابن ابی طالب بود. این شمشیر دو سر یا دو لبه داشته‌است و برجسته‌ترین نماد علی بن ابی‌طالب و نماد شجاعت و قدرت اوست. ذوالفقار در فرهنگ اسلامی (بالأخص در شمایل‌نگاری‌ها) حضور پررنگی دارد. حدیث «لا سیف الا ذوالفقار» (شمشیری نیست جز ذوالفقار) در وصف آن صادر شده‌است.
ذوالفقار پیش از علی بن ابی‌طالب به پیامبر اسلام تعلق داشت و پس از علی ابن ابی‌طالب گویا چند بار میان آل علی و عباسیان دست‌به‌دست شد و (به عقیدهٔ شیعیان امامی) امروزه نزد «امام زمان» قرار دارد روایاتی وجود دارند که از انجام اعمال خارق‌العاده‌ای به‌وسیله ذوالفقار توسط علی بن ابی‌طالب خبر می‌دهند. این شمشیر در شمایل‌نگاری‌های اسلامی و ادبیات کلاسیک فارسی و ترکی (شامل مقتل‌نامه‌ها و سایر اشعار اهل تسنن و تشیع و تصوف) حضور پررنگی دارد و بر روی اعلام و نشان‌های نظامی کاربرد داشته‌است و حتی برخی از شاهان سلسلهٔ صفوی ادعای تملک آن را داشته‌اند. همچنین نام «ذوالفقار» به‌طور گسترده‌ای به‌عنوان نام کوچک و لقب در کشورهای اسلامی بکار می‌رود. در این کشورها معمولاً روی شمشیرهای باکیفیت عبارت «لا سیف الا ذوالفقار» را حک می‌کنند.

## وجه تسمیه

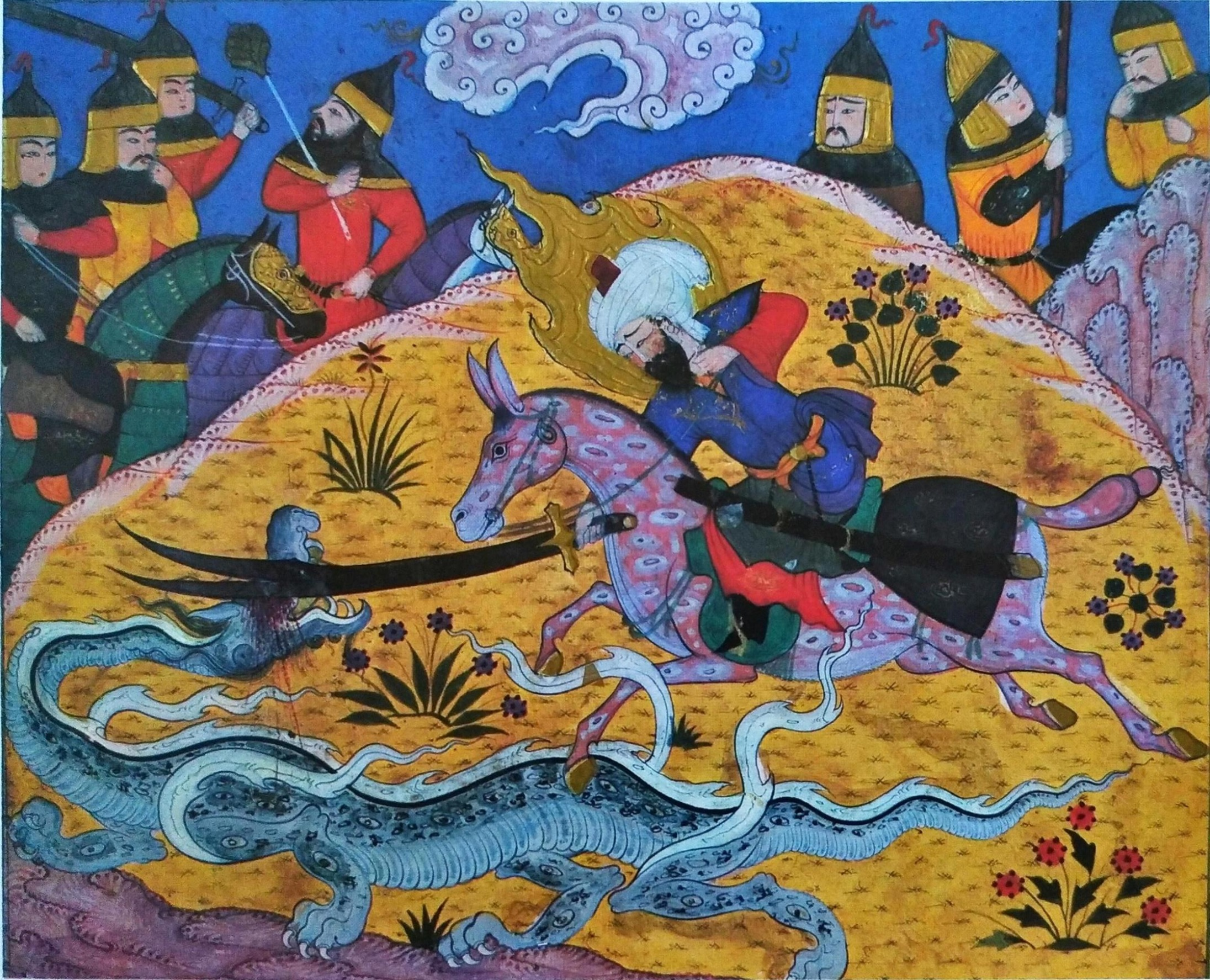
مینیاتوری ایرانی که علی بن ابی‌طالب را در حال کشتن اژدها به‌وسیله ذوالفقار ترسیم کرده‌است.

«فقار» جمع مکسر «فَقرَه» است؛ و فقره یعنی خراش؛ لذا «ذوالفقار» یعنی دارنده و صاحب خراش‌ها. وجه تسمیه «ذوالفقار» را اینطور توضیح داده‌اند که پشت آن خراش‌ها یا شیارهای ریزی وجود داشته‌است. شیخ صدوق در علل الشرایع شباهت شیارهای پشت ذوالفقار با ستون فقرات انسان را وجه تسمیه ذوالفقار گزارش کرده‌است. روایتی از جعفر صادق (ششمین امام شیعیان دوازده امامی) وجود دارد که وجه تسمیه ذوالفقار را اینطور توضیح می‌دهد: «چون امیرالمؤمنین با ذوالفقار ضربه‌ای به کسی نزد، مگر این که آن شخص در این دنیا از زندگی و در آخرت از بهشت افتقار (یعنی محرومیت) پیدا کرد».

## توصیف
طبق روایت مقریزی در امتاع الاسماع، ذوالفقار از جنس آهنی ساخته شده که کنار کعبه مدفون بوده‌است. دستهٔ ذوالفقار از جنس نقره بوده و دو حلقهٔ نقره‌ای نیز روی آن نصب شده بود. ظاهراً طول ذوالفقار هفت وجب بوده و بر پشت آن هفده-هجده خراش ریز موجود بوده‌است. ظاهراً روی ذوالفقار عبارت «وَ لا یُقتل مسلمٌ بکافر» (هیچ مسلمانی به‌دست کافر[ان] کشته نمی‌شود) یا چند عبارت که با این جمله ختم شوند، حک شده بود. اویگن میتووخ می‌گوید ظاهراً این عبارت یا عبارات، به کشته شدن منبة بن حجاج به دست علی اشاره داشته‌اند. ذوالفقار شمشیری با دو لبه، یا دو زبانه بوده؛ و با فرض دو زبانه داشتنش، این خصوصیت احتمالاً برای کور کردن دشمن یا درآوردن چشمان وی از حدقه، مفید واقع می‌شده‌است. البته مصطفی زروانی در دانشنامهٔ جهان اسلام دو زبانه بودن ذوالفقار را رد می‌کند و آن را «نگاهی عامیانه» می‌داند..

## تاریخچه

### پیدایش
در مورد صاحب اولیه ذوالفقار روایت‌های مختلفی وجود دارد. این فرضیه‌ها به شرح ذیل‌اند:
1. ذوالفقار ابتدا یکی از هفت شمشیری بوده که بلقیس به سلیمان هدیه کرده‌است. بعدتر این شمشیر به دست کافری[۱۵] موسوم به «مُنَبّة بن حجاج» یا «عاص بن منبة بن حجاج» افتاد. در غزوه بدر (سال دوم هجری[۱۶]) این شخص به دست علی بن ابی‌طالب کشته شد و شمشیرش به عنوان غنیمت به محمد رسید.[۱۷] اویگن میتووخ در دانشنامهٔ اسلام، بدون اشارهٔ به سرگذشت ذوالفقار پیش از منبة بن حجاج و بدون اشاره به چگونه کشته شدن وی، می‌نویسد این روایت در سیره و چندین حدیث آمده‌است.[۱۸]
2. حارث بن ابی‌شمر، پادشاه غسانیان، دو شمشیر به نام‌های «رَسوب» و «مِخذَم» را به بت منات هدیه می‌کند که یکی از آن دو، ذوالفقار بوده‌است؛ وقتی در سال هشتم هجری منات به دست علی بن ابی‌طالب سرنگون می‌شود، ذوالفقار از طریق او به پیامبر اسلام می‌رسد.[۱۹]
3. این دو شمشیر مذکور، از متعلقات بت فلس نزد قبیلهٔ طیء بوده‌اند.[۲۰]
4. شخصی به نام حجاج بن عِلاط ذوالفقار را به محمد هدیه داده‌است.[۲۱]
5. ذوالفقار را جبرئیل از آسمان برای پیامبر اسلام آورد.[۲۲] این موضوع باورِ عده‌ای از شیعیان اولیه بوده‌است. آنها همچنین باور داشتند ذوالفقار (به‌علاوهٔ سایر یادگارهای پیامبر اسلام) به امامان شیعه تعلق دارند.[۲۳]

نقطه اشتراک روایت‌های مختلف این است که ذوالفقار پیش از علی بن ابی‌طالب به محمد بن عبدالله، پیامبر اسلام، تعلق داشت.

### مالکیت علی
ظاهرا در جنگ احد شمشیر علی در اثر اصابت به کلاهخود یکی از کفار شکست؛ علی نزد محمد رفت و شمشیری دیگری خواست و محمد ذوالفقار را به او داد. علی به میدان جنگ بازگشت و وقتی محمد جنگاوری علی با ذوالفقار را دید، گفت: «لَا سَیْفَ إِلَّا ذُو ٱلْفَقَارِ وَلَا فَتَیٰ إِلَّا عَلِیٌّ». (هیچ شمشیری جز ذوالفقار نیست و هیچ جوانمردی جز علی نیست).
روایت‌هایی وجود دارد که علی با ذوالفقار اقدامات خارق‌العادهٔ نظامی انجام داد. مثلا در جنگ صفین پانصد نفر را سر برید یا نصف کرد.

### پس از علی
پس از علی بن ابی‌طالب، ذوالفقار به حسن مجتبی رسید. واعظ کاشفی، نویسندهٔ رمانِ تاریخی روضة الشهدا، در رمانش نوشته‌است حسین بن علی با ذوالفقار در نبرد کربلا جنگید؛ اما بنا به گزارش ابن طاووس، شمشیری که پس از نبرد کربلا به دست امویان افتاد ذوالفقار نبوده‌است. ذوالفقار بعدتر به دست محمد نفس‌زکیه رسید تا اینکه او در جنگ با منصور (خلیفه‌ی عباسی وقت) کشته شد. او قبل از وفات ذوالفقار را به تاجری امانت داد تا به شخصی از خاندان ابوطالب برساند. بعدتر وقتی مهدی عباسی به خلافت رسید، ذوالفقار به دست وی افتاد. بعد به هادی عباسی، و بعدتر به هارون الرشید رسید. هارون الرشید ذوالفقار را به یزید بن مزید شیبانی سپرد تا به نبرد ولید بن طریف شیبانی برود. گفته می‌شود مقتدر عباسی نیز در سال ۳۲۰ هجری برای جنگ با مؤنس خادم آن را حمل می‌کرده‌است. به روایت شیخ کلینی ذوالفقار مدتی نزد جعفر صادق بود بعدتر به علی بن موسی الرضا رسید و سپس مجدداً به دست عباسیان افتاد.
طبق روایات شیعیان امامی، ذوالفقار امروزه نزد حجت بن الحسن (امام زمان) قرار دارد.

## در قرآن و حدیث
علامه مجلسی به نقل از المناقب می‌گوید آیهٔ «وَ اَنْزَلنا الحَدِید فِیهِ بَأسٌ شَدِید وَ مَنافِع لِلناسِ» در شأن ذوالفقار نازل شده‌است.
پیامبر اسلام وقتی جنگاوری علی بن ابی‌طالب با ذوالفقار را دید گفت: «لا سیف الا ذوالفقار و لا فتی الا علی.» اما در این مورد اقوال دیگری نیز وجود دارد. برای مثال طبری، مورخ اهل تسنن، روایت می‌کند که این جمله را «ندایی از آسمان» سر می‌داد. بنا بر روایت شیخ مفید در الإرشاد و روایت شیخ طوسی در الأمالی این ندا را فرشته‌ای به اسم «رضوان» سر داده بود. سمعانی در فضایل الصحابه و ابن بطّه در الابنیه نیز روایت مشابهی دارند با این تفاوت که این دو جنگ بدر را به جای جنگ احد ذکر کرده‌اند.

## در فرهنگ
مولانا
شهم گوید در این دشتم تو پنداری که گم گشتم
نمی‌دانی که صبر من غلافِ ذوالفقار آمد

سیف فرغانی
هراس بنده ز بازوی کامکار علی‌ست
گمان مبر که من از ذوالفقار می‌ترسم

عنصری
اگر طعنه زند قدّش به سرو جویبار اندر
چرا رخنه کند غمزه‌ش به تیغ ذوالفقار اندر

صائب تبریزی
مکش سر از خط فرمان تیغ همچو قلم
که دل دو نیم چو شد ذوالفقار می‌گردد

ذوالفقار که برجسته‌ترین نماد علی بن ابی‌طالب است نزد بسیاری از مسلمانان (بالأخص شیعیان) به‌عنوان نمادی از شجاعت و قدرت علی بن ابی‌طالب درنظر گرفته می‌شود. هرچقدر که علی بیشتر به عنوان یک قهرمان شهرت یافت، اهمیت ذوالفقار نیز بیشتر و بیشتر شد.

### در شمایل‌نگاری‌ها
نظر به اینکه علی و خانواده‌اش نزد اکثر مسلمانان مورد احترام هستند، تمثال ذوالفقار چه در شمایل‌نگاری‌های رسمی و چه شمایل‌نگاری‌های عامیانه متداول است. نظر به اینکه دربارهٔ دو سر بودن یا نبودن تردید وجود دارد، علت اینکه در شمایل‌نگاری‌های اسلامی ذوالفقار با دو سر تصویر شده است، می‌تواند این باشد که تصویرگران قصد داشته‌اند آن را سحرآمیزتر جلوه بدهند.

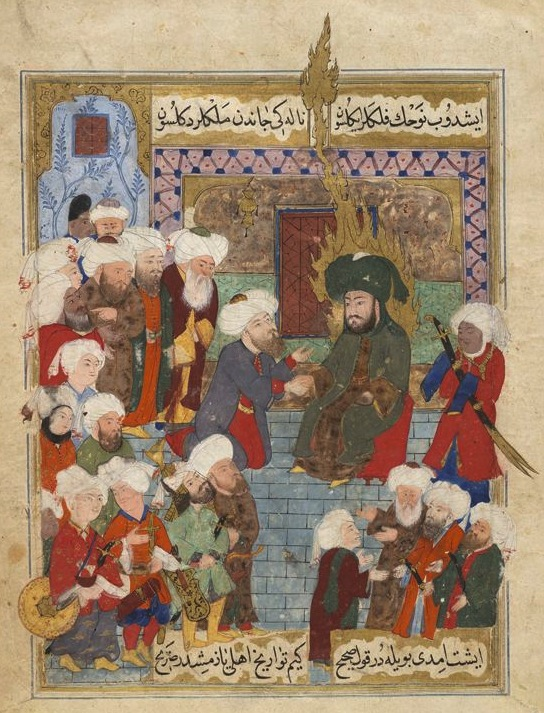
بعضاً ذوالفقار را در دستان قنبر (نوکر علی بن ابی‌طالب) و در حالی که آن را برای اربابش حمل می‌کرده است تصویر کرده‌اند

در شمایل‌نگاری‌های اسلامی، علی معمولاً در حالی تصویر می‌شده است که ذوالفقار را به همراه دارد. بعضاً ذوالفقار را در دستان قنبر (نوکر علی) و در حالی که آن را برای اربابش حمل می‌کرده است تصویر کرده‌اند. در شمایل‌نگاری‌های ترکی، امتداد دادن حرف «ی» در کلمهٔ «علی» و درآوردن آن به شکل شمشیر دوزبانه متداول است؛ این شیوه نزد قبایل عرب جنوب غربی ایران در عصر قاجار نیز رایج بوده و روی پرچم‌های آنها نمود داشته است. ذوالفقار در نقاشی‌های مینیاتوری قرن هفدهمی امپراتوری گورکانی نیز حضور پررنگی دارد. صوفیان نیز عبارت «لا» را با چند وسیله من‌جمله ذوالفقار مقایسه می‌کرده‌اند.

### در ادبیات، نمادشناسی و سایر
این شمشیر در مقتل‌نامه‌های ترکی و فارسی نیز حضور دارد؛ برای نمونه در روضةالشهداء (اثر حسین واعظ کاشفی) روایت می‌کند که حسین بن علی در واقعهٔ کربلا ذوالفقار را در دست دارد و بعدتر منتقم او، محمد حنفیه نیز از ذوالفقار استفاده می‌کند. در ادبیات کلاسیک فارسی نیز معمولاً علی بن ابی‌طالب و ذوالفقار تحسین و تجلیل می‌شوند؛ اشعار اهل سنت و تشیع و بالأخص اشعار مدحی صوفیان. از شاعرانی که چنین کرده‌اند می‌توان به فرخی، خاقانی، شهید بلخی، منوچهری، ناصرخسرو و … اشاره کرد. مولوی نیز از این دسته شاعران است، او ذوالفقار را به‌عنوان «تجسم الحق» توصیف کرده است.
در جهان اسلام، از قرون وسطی تابحال به‌طور سنتی متداول بوده است که روی شمشیرهای باکیفیت عبارت «لَا سَیْفَ إِلَّا ذُو ٱلْفَقَارِ» را حک می‌کنند. بنا به نوشتهٔ دائرةالمعارف بریتانیکا، «معمولاً» عبارت «لَا فَتَیٰ إِلَّا عَلِیٌّ» نیز در کنار عبارت «لَا سَیْفَ إِلَّا ذُو ٱلْفَقَارِ» روی شمشیرها درج می‌شود؛ اما اویگن میتووخ در دانشنامهٔ اسلام اعتقاد دارد که کاربرد عبارت «لا فتی الّا علی» نسبت به عبارت «لا سیف الا ذوالفقار» کمتر است؛ او علت این قضیه را در اختلافات خلافت عباسی با شیعیان می‌جوید: نماد ذوالفقار از نمادهای علویان شیعه محسوب می‌شد؛ اما خودِ ذوالفقار نزد عباسیان بود.
نقش ذوالفقار در اعصار صفوی و قاجار برای ترسیم روی نشان‌ها، علم‌ها و پرچم‌ها کاربرد داشت. مع‌الوصف، میزان استعمال نشان ذوالفقار در امپراتوری عثمانی و امپراتوری گورکانی نسبت به ایران بیشتر بوده است؛ علت این مسئله می‌تواند این باشد که ایرانی‌ها از نشان شیر و خورشید استفاده می‌کردند که در آن، نقش شیر، نماد علی است، اما شمشیر در آن نشان دوزبانه نیست. با این حال، نشان شمشیر دو سر روی مسکوکات ایرانیان یافت می‌شود.
شاه اسماعیل اول در دیوان ترکی آذری خود، مدعی شده است ذوالفقار را به‌عنوان نشانه‌ای حمل می‌کند. بعدتر وقتی شاه عباس اول صفوی شعری را به‌عنوان فخریه برای اکبر کبیر گورکانی می‌فرستد، در شعر خود می‌نویسد: «اکبر به خزینهٔ پر از زر نازد، عباس به ذوالفقار حیدر نازد».